# Management de transition
 (novembre 2023).
 (mars 2025).
Motif : Sources trop faibles? A moitié promo pour viltais..
- Archive Wikiwix
- Bing
- Cairn
- DuckDuckGo
- E. Universalis
- Gallica
- Google
- G. Books
- G. News
- G. Scholar
- Persée
- Qwant
- (zh) Baidu
- (ru) Yandex
- (wd) trouver des œuvres sur Wikidata

| 1. | Préciser le motif de la pose du bandeau. | Précisez le motif de la pose du bandeau en utilisant la syntaxe suivante : {{admissibilité à vérifier\|date=juillet 2025\|motif=remplacez ce texte par le motif}}                             |
| 2. | Informer les utilisateurs concernés.     | Pensez à avertir le créateur de l'article, par exemple, en insérant le code ci-dessous sur sa page de discussion : {{subst:avertissement admissibilité à vérifier\|Management de transition}} |

Le management de transition est une solution managériale qui consiste à confier provisoirement la direction d’une organisation, d’une entreprise, d’une filiale, d’un département ou d’une branche à un dirigeant opérationnel externe, généralement pour amorcer un projet de transformation ou accompagner une période de changement. 

## Description
Une organisation peut faire appel à un manager de transition pour répondre à différents enjeux et faire aboutir un projet d’envergure : croissance, internationalisation, projets stratégiques majeurs (fusion-acquisition, informatisation, réorganisation, croissance…), amélioration de la performance, gestion de crise, management relais… Le manager de transition intègre alors l’entreprise pour un temps donné avec un objectif précis défini en amont de la mission. C’est le plus souvent un dirigeant expérimenté, spécialiste d’une fonction (DG, DAF, DRH, DSI, …), parfois d’un secteur ou d’une problématique précise, qui va mettre ses compétences à disposition de cette organisation. L’urgence et le caractère complexe de la situation sont souvent les principales raisons pour lesquelles des entreprises font appel à des managers de transition.
Le management de transition s’est diversifié au fil des années : s’il s’est d’abord imposé dans des situations de crise (fermeture de sites industriels, absence prolongée d’un dirigeant ou déficit de management…), il couvre désormais un spectre plus large de situations (projets stratégiques, amélioration de la performance, hypercroissance, transformation digitale…). Le management de transition répond à un besoin croissant de flexibilité de la part des entreprises ayant un besoin managérial urgent et important.
Tous les types d’organisation sont concernés. De la PME à la filiale de grand groupe en passant par l’ETI, toutes les entreprises ont recours au management de transition.
On parle de "cabinet de management de transition" pour désigner les entreprises qui intermédient dans le cadre d'une relation BtoB un service de management de transition entre un manager et le client final entreprise. Quelques cabinets ont suggéré le terme de 'EMT' (Entreprise de Management de Transition), terme confusant qui n'a pas remporté l'adhésion du secteur.

## Histoire
Le management de transition trouve ses origines, sous le nom anglais d'Interim Management (ou Interim Executive Management), aux Pays-Bas dans les années 1970. Le métier se développe ensuite fortement au Royaume-Uni et en Allemagne. Contrairement à une idée reçue, les Etats-Unis n'utilisent pas ce mode d'intervention. En France, le MdT connaît un fort développement à partir des années 2000 sous le terme « management de transition (MdT) ». Un démarrage tardif et un positionnement élitiste des acteurs historiques ont retardé le développement du marché en France, qui représente un volume 5 à 7 fois inférieur à ses voisins européens.
On estime aujourd’hui la part des entreprises ayant recours au management de transition à 35% en Allemagne, 49% au Royaume-Uni. 20% en France. Les Pays-Bas, avec 70%, restent de loin le pays le plus utilisateur (Mais la définition du métier y est beaucoup plus large qu'ailleurs). Si les chiffres des premiers sont fiables, parce qu'ils disposent d'une instance représentative, ceux de la France sont sans fondement rigoureux. Le manque d'instance représentative reconnue pénalise la diffusion d'informations fiables sur le marché français.

## Panorama européen
En 2024, le marché français est estimé à environ 400 millions d'euros (part intermédiée du marché). La part des indépendants opérant en direct est inconnue (non mesurable), on peut penser qu'elle est du même ordre en volume que le marché intermédié.
- Belgique : 80 millions d'euros
- Angleterre : 1,5 milliard d'euros
- Allemagne : 1,35 milliard d'euros
- Pays-Bas : environ 300 millions d'euros

Le marché Français est en cours de structuration et en cours d'évolution. La croissance annuelle du marché est estimée à près de 15% en 2019. La crise sanitaire de 2020 a mis un coup de frein brutal à son développement : -25% sur la période post COVID, dont le marché peine à se remettre aujourd'hui. La baisse spectaculaire et inattendue du marché s'est accompagnée d'une forte augmentation du nombre d'acteurs depuis 2020. En 2024 le marché est en baisse, qui semble se confirmer sur 2025.
Le développement du métier s'effectue généralement en Europe du Nord vers le Sud et dans le monde : de l'Ouest vers l'Est. Il est en revanche très peu développé dans les pays Latins (Italie, Espagne, Portugal) en 2019.

## Le management de transition en France
Le marché français évolue et se structure. Il était évalué en 2018 entre 150 et 200 millions d’euros part cabinets pure players. Sa croissance depuis 201( est estimée à environ 16% en moyenne, hors 2020 / 2024 et 2025. Près d’un quart des grandes entreprises françaises a eu recours à ces experts.
Le développement du marché favorise l’expansion du nombre de Cabinets de Management de Transition français puisqu’il en existe plus de 200 répertoriées en France en 2022 (et même 400 par certaines associations de managers de transition).

## Étapes d’une mission de management de transition
Le management de transition se structure en 5 grandes étapes :
- Définir les enjeux : comprendre les objectifs de l’entreprise en rédigeant un cahier des charges ;
- Valider le choix du manager : faire intervenir un manager adapté aux besoins de l’entreprise, avec une expertise de plusieurs années dans ce domaine ;
- Démarrer la mission : réaliser un plan d’actions pour synthétiser la liste des sujets ou problèmes à traiter, actions à mener, puis citer les personnes responsables de ces actions et fixer leurs délais de réalisation ;
- Mesurer l’avancement : faire régulièrement un point avec le manager de transition pour veiller au bon déroulement de sa mission ;
- Conclure la mission : offrir à la direction de l’entreprise ou au successeur du référent de transition une feuille de route détaillée lui permettant de reprendre la suite en toute quiétude. La mission d’un manager de transition est de 6 à 18 mois en moyenne.

## Le manager de transition
Professionnel mandaté par des actionnaires ou des dirigeants, le manager de transition met à disposition son expérience et ses compétences de manager pour prendre en charge une entreprise ou un service, pour régler une situation ou pour conduire un projet d’envergure. Il peut être un DRH, un contrôleur financier ou un ancien DSI. Son intervention évite à l’entreprise ou à l’organisation l’investissement d’un recrutement ou l'épuisement des ressources internes. À la fois un décideur, une femme ou un homme d’action et de projet, le manager de transition conçoit et met en œuvre des solutions au cœur de l’entreprise ou de l’organisation, parfois de façon transverse, au plus près des réalités des équipes sur le terrain.
C'est également un manager qui va utiliser une double posture : d'une part celle du conseil pour comprendre la situation, la diagnostiquer, établir le plan d'action et d'autre part la mise en œuvre de son plan avec les équipes internes de l'entreprise. À l'issue de sa mission, il transmet à l'interne ou au candidat recruté les dossiers afin de garantir la continuité des opérations.
Les clés de son succès : l’écoute de tous les acteurs à tout niveau, la clarté des décisions prises après consultation, la création d’un sentiment de solidarité.

## Organisations concernées
Tous les types d’organisations sont concernés. Les PME comme les groupes internationaux sollicitent régulièrement l’intervention de managers de transition. Les collectivités territoriales, les associations et organismes parapublics commencent également à faire appel à cette méthode de management.
Les fonds d'investissement ou secteur du Private Equity sont également des prescripteurs de ce type de solution managériale.
Les cas de figure sont nombreux et variés mais il s’agit toujours de faire aboutir un projet d’envergure :
- L’amélioration des performances (logistique, commerciale, informatique, finances…)
- Le développement d’une nouvelle activité, d’une croissance à international…
- La restructuration (externalisation, acquisition, fermeture de site, cession, fusion…)
- Le redressement, le contrôle financier et la cession d’activités
- L'intégration de croissance externe en support aux investisseurs

## Avantages du management de transition pour les entreprises
Le management de transition permet à toutes les structures de bénéficier rapidement d’un expert opérationnel qui intervient dans l’entreprise sur une période donnée, et met en œuvre des projets stratégiques et critiques pour l’entreprise.

## Certification et organisations de managers de transition en France

### Certification
Des formations au Management de Transition sont proposées depuis plusieurs années. Elles ne sont toutefois pas exigées par les cabinets spécialisés pour accepter un candidat à des missions de transition.
L’Université Paris Dauphine et le Syndicat National du Management de Transition (SNMT) ont délivré un tel certificat jusqu’en 2013. Depuis 2017 l'IFMT (Institut de Formation au Management de Transition) délivre un Certificat de Management de Transition. L’IFMT est une émanation de France Transition, une association regroupant quelques cabinets historiques.

### Organisations professionnelles du Management de Transition.
La fédération "être manager de transition", créé en 2025, regroupe environ 15 000 managers et commence à se structurer. Elle à vocation à agir en toute indépendance des cabinets commerciaux, avec des actions et publications faites par et pour les managers. 
L'association parisienne France Transition revendique le titre de fédération depuis 2008. Mais avec 24 entités juridiques elle ne représente que 6 à 12% des acteurs selon les sources, et peine à trouver sa légitimité et sa crédibilité. 

### Association représentative des managers de transition
Il existe plusieurs associations représentatives des managers de transition. Elles regroupent des profils qui ont la même vision de leur métier. La plus grosse regroupe plus de 900 managers, et entretient des relations étroites avec les cabinets de référence en France.
l’INIMA regroupe des associations de managers de transition à l'échelle européenne. La représentativité des organisations représentées est très variable selon la maturité de chaque pays. La Suisse, l'Allemagne et l'Angleterre sont représentées par des associations puissantes, très structurées, qui diffusent régulièrement de nombreuses informations faisant référence sur leurs marchés respectifs. La représentation française, issue de l'écosystème FT, n'est pas reconnue pour être représentative du marché français.

## Comparaison avec l'intérim de cadres, les recruteurs traditionnels et les cabinets de conseil

### L'intérim cadre
L’intérim cadre permet simplement de tenir une position ou de remplacer une personne à un poste vacant. Le cadre en intérim va tout faire pour essayer de s’intégrer à la nouvelle organisation sans bouleverser les pratiques ou les habitudes même si celles-ci s'avèrent improductives. Le cadre en intérim s'inscrit dans une logique de continuité, alors que le manager de transition s'inscrit dans une logique de changement.

### Le recrutement «classique»
Le recrutement est souvent nécessaire mais il reste une opération longue (souvent réalisée en plusieurs mois) qui n’offre pas à court terme la réactivité et la disponibilité du manager de transition. Là encore, le cadre ou le dirigeant recruté doit s’intégrer progressivement, faire son trou « sans faire de vagues ».

### Le conseil
Le conseil préconise, met en avant des idées, des concepts à l'issue d'une période de diagnostic. Il n’exécute pas ses propres conseils, ne met pas en œuvre ses plans.

### Le management de transition
Le manager de transition est dans l'opérationnel, en occupant souvent une fonction managériale et hiérarchique sur les équipes. Il prend des décisions et exerce des responsabilités. En revanche, s'il doit réaliser des actes réglementaires (PSE, mesures disciplinaires), le contrat devra être adapté en amont. De même s'il doit engager financièrement l'entreprise, il devra au préalable disposer d'un mandat très clair de l'entreprise cliente. La prestation de services, contrat utilisé par 98% des cabinets, limite fortement les droits sociaux de l'intervenant.e, mais dans la majorité des missions ce n'est pas le sujet principal.
Dans l’entreprise, le manager de transition n’a pas de passé ni d’avenir, pas de projet de carrière. Il peut se concentrer sur un seul objectif dans l’intérêt général de l’entreprise : tenir ses résultats et ainsi assurer la réussite de sa mission. Le manager de transition est rapidement disponible, généralement en quelques jours. Il est immédiatement opérationnel et l’organisation n’a pas à supporter les longues étapes d’un recrutement. La durée d'intervention est modulable très facilement dans les deux sens, notamment dans le cadre d'une prestation de services.